# Maritie et Gilbert Carpentier
Pour les articles homonymes, voir Gilbert Carpentier (spéléologue) et Carpentier.
Les époux Maritie (Marie-Thérèse Zédet) et Gilbert Carpentier, nés respectivement les 12 décembre 1921 et 20 mars 1920 à Paris et morts les 23 novembre 2002 et 18 septembre 2000 dans la même ville, sont des producteurs artistiques d'émissions françaises de variété (radiodiffusées puis télévisées) très populaires dans les pays francophones, des années 1950 aux années 1990.

## Biographie

### Jeunesse
Gilbert Carpentier est le petit-fils de l'inventeur Jules Carpentier (fabricant, avec les frères Lumière, de la première caméra de cinéma) et de l'acousticien français Gustave Lyon, inventeur de plusieurs instruments de musique et ancien directeur de la Maison Pleyel. Il est le fils de Jean Carpentier, ingénieur, industriel, nommé maire du 6e arrondissement de Paris (1940-1944). Il est le frère de l'architecte François Carpentier.
Gilbert Carpentier fait des études musicales au Conservatoire de Paris, et devient ensuite pianiste, organiste et compositeur. Maritie Carpentier est titulaire d'une licence d'anglais.

### Radio
Gilbert Carpentier entre à Radio Luxembourg (qui deviendra plus tard RTL) juste après la guerre comme planton. Pendant un temps, il y accompagne au piano la « Leçon matinale de Culture Physique », puis devient technicien. Rapidement, à partir de 1946, il prend en charge la composition d'illustrations musicales puis, avec l'aide de sa femme Maritie qui écrit les textes, la réalisation de feuilletons radiodiffusés.
À partir des années 1950, Maritie et Gilbert Carpentier se voient confier la réalisation de plusieurs émissions radiodiffusées, qui deviennent vite populaires. Sur Radio Luxembourg, ils ont la responsabilité de six émissions : « L’heure musicale », « Le Club des Vedettes » (animé par Maurice Biraud), « Musique à la Clay » (présentée par Philippe Clay), « Les contes de l’aigle », « L’heure exquise » (animée par Anne-Marie Carrière) et « Le miroir aux Étoiles » animé chaque dimanche par un artiste différent.

### Musique
En 1957, ils créent ensemble la série des disques de Babar. Maritie Carpentier adapte les textes de Jean de Brunhoff et dirige les comédiens (parmi lesquels François Périer et Jean Desailly), tandis que Gilbert Carpentier compose les musiques et dirige les musiciens. Il en sera de même en 1965 pour Le Livre de la jungle d'après Rudyard Kipling avec, notamment, Serge Reggiani et Denise Gence. Ces œuvres ont été récompensées du Grand prix du disque de l'Académie Charles-Cros.

### Télévision
À partir de 1960, après une proposition du directeur des variétés de l'ORTF, Maritie et Gilbert Carpentier se tournent vers la télévision. Ils créent d'abord des émissions avec leurs amis Roger Pierre et Jean-Marc Thibault, tournées en direct et diffusées sur l'ORTF. L'année suivante, en 1961, ils créent une émission régulière, La Grande Farandole, qui durera jusqu'en 1967. De nombreux amis les rejoignent alors, parmi lesquels Jean Poiret, Michel Serrault, Jacqueline Maillan et Jean-Claude Brialy. Pour bien d'entre eux, c'est le point de départ d'une carrière nationale. À partir de 1963, ils conçoivent les émissions Sacha Show, où Sacha Distel fait office de présentateur de variétés. Les Sacha Show deviennent vite très populaires et seront diffusées pendant huit ans.
En 1965, ils proposent à Serge Gainsbourg d'écrire une chanson pour représenter le Luxembourg (ils travaillent alors pour Radio Luxembourg) au Concours Eurovision de la chanson. Celui-ci compose alors Poupée de cire, poupée de son qui sera chantée par France Gall et remportera le Grand prix du Concours Eurovision de la chanson. La chanson lauréate deviendra un tube planétaire et apportera à Serge Gainsbourg une grande popularité.
Les années 1970 leur sont prolifiques. Après des spectacles ponctuels rencontrant toujours le succès, ils créent en 1972 une émission télévisée hebdomadaire à grand spectacle : les Top à..., inspirée des émissions américaines de variété et diffusée sur l'ORTF deuxième chaîne. Les Top à... sont consacrés chaque semaine à un invité différent, autour duquel amis et artistes se succèdent pour chanter, danser et jouer la comédie. Les sketches et chansons interprétés sur le plateau sont souvent des inédits écrits spécialement pour l'occasion, parfois par Maritie Carpentier elle-même, ou par leurs amis Jean-Jacques Debout, Serge Gainsbourg ou Michel Berger.
Dans certains cas, ces chansons pouvaient donner lieu à la publication d'un 33 tours regroupant les chansons de l'émission, mais à cause de désaccords entre maisons de disques, la plupart ne sont jamais sorties.
En 1975, à la suite de la suppression de l'ORTF et la création de la Télévision Française 1 (TF1), la série des Numéro 1 remplace celle des Top à... sur le même principe, et sera diffusées sur TF1 pendant 7 ans, de 1975 à 1982. Puis, de 1982 à 1985, les Formule 1 succèdent aux Numéro 1, toujours sur la Télévision Française 1.
Les émissions Top à... et Numéro 1 réunissaient certaines semaines plus de 15 millions de téléspectateurs devant le petit écran et ont été diffusées dans 36 pays à travers le monde. Elles contribueront pour beaucoup à la popularité d'artistes tels que Charles Aznavour, Gilbert Bécaud, Jane Birkin, Georges Brassens, Petula Clark, Dalida, Joe Dassin, Sacha Distel, Jacques Dutronc, Claude François, Serge Gainsbourg, France Gall, Chantal Goya, Johnny Hallyday, Serge Lama, Thierry Le Luron, Mireille Mathieu, Eddy Mitchell, Nana Mouskouri, Michel Sardou, Sheila, Alain Souchon ou Sylvie Vartan, entre autres.
À partir du milieu des années 1980, la recomposition du paysage audiovisuel français, sa privatisation partielle et la nouvelle pression de l'audimat ne leur permettent plus de continuer des séries d'émissions hebdomadaires sur la première chaîne. Ils créent alors des émissions ponctuelles sur différentes chaînes pour des occasions spéciales (Elsa sous la neige, Patricia Kaas la voix de l'année, hommages à Dalida ou Claude François…). Durant l'été 1985 toutefois, ils créent la série Chapeau, et, de 1986 à 1988, la série Embarquement immédiat, des émissions de variété tournées à l'étranger, en extérieur, et diffusées régulièrement sur FR3 (aujourd'hui France 3).
En 1996, un hommage télévisuel leur est consacré, Top à… Maritie et Gilbert Carpentier, diffusé sur TF1 et présenté par Christophe Dechavanne. Ce sera la dernière et l'une de leurs rares apparitions télévisuelles. En 1997, ils produisent leur dernière émission, autour de Charles Aznavour : Mes amis, mes amours... mes emmerdes.
Depuis les années 2000, leurs émissions sont régulièrement rediffusées sur les chaînes de télévision Télé Mélody et Paris Première.

### Héritage
À la différence de la majorité des émissions de variété qui leur ont succédé, celles de Maritie et Gilbert Carpentier n'ont pas d'« animateur vedette » mais sont animées par les artistes eux-mêmes, et s'affranchissent de leur promotion. Les artistes invités y participaient alors de manière indépendante. Leurs créations sont souvent scénarisées, proposant alors une narration de fiction autour d'un artiste invité. Leurs émissions sont également marquées par des duos inattendus d'artistes, par la présence de comédiens qui y chantent et par celle de chanteurs qui y jouent la comédie, et par la conception de décors élaborés et différents parfois chaque semaine.
Les émissions de Maritie et Gilbert Carpentier étaient souvent tournées en direct. Pour la plupart d'entre elles, depuis leurs débuts en radio et jusque dans les années 1980, leurs émissions sont tournées depuis le studio 17 des Buttes-Chaumont.
En tant que producteurs artistiques, Maritie et Gilbert Carpentier étaient missionnés par les diffuseurs pour la conception, l'écriture et la production de leurs émissions, mais n'ont jamais créé de société de production. Certains sketches, chansons et scénarios étaient écrits par leur soin. Gilbert Carpentier prenait en charge la technique et les décors, tandis que son épouse Maritie Carpentier, parfois surnommée la « nounou des artistes », s'occupait de la partie artistique.
Maritie et Gilbert Carpentier ont été récompensés d'un Sept d'or d'honneur en 1988 pour l'ensemble de leur carrière, et ont reçu en 1980 l'Emmy Award de la « meilleure émission étrangère » aux États-Unis.

### Réalisations

#### Radio
- L’Heure musicale, diffusée sur Radio-Luxembourg
- Le Club des vedettes, diffusée sur Radio-Luxembourg et animée par Maurice Biraud
- Musique à la Clay, diffusée sur Radio-Luxembourg et présentée par Philippe Clay
- Les Contes de l’aigle, diffusée sur Radio-Luxembourg
- L’Heure exquise, diffusée sur Radio-Luxembourg et animée par Anne-Marie Carrière
- Le Miroir aux étoiles, diffusée sur Radio-Luxembourg

#### Télévision
- La Grande Farandole (13 émissions diffusées du 29 novembre 1961 au 27 mai 1970)
- Guitares et copains (28 novembre 1962, avec Sacha Distel)
- Teuf-Teuf (3 octobre 1963)
- Top à Cassel (14 mars 1964)
- Hello Paris (5 décembre 1964, avec Petula Clark, Françoise Hardy, Sylvie Vartan)
- Sacha show (25 émissions diffusées du 30 décembre 1963 au 30 décembre 1971, animées par Sacha Distel ; seule la dernière émission est en couleur)
- Bécaud (3 avril 1965)
- Pirouettes Salvador (19 avril 1965)
- La grande lucarne (3 émissions : 31 mai 1965, 8 novembre 1965, 2 avril 1966)
- Show Petula Clark (réveillon du 31 décembre 1965)
- La grande Polka (29 décembre 1966)
- Les Grands Enfants (16 émissions, diffusées à fréquence irrégulière du 31 décembre 1966 au 4 novembre 1970)
- Entre nous (7 octobre 1967 avec Charles Aznavour)
- Nous irons chez Maxim's (30 décembre 1967)
- Petula Clark et les inséparables (31 décembre 1967, 1re partie à Paris et la 2e à Londres)
- Sur la pointe des pieds (avec Jacques Chazot, 20 avril 1968 et 12 février 1969)
- Jolie poupée (4 décembre 1968, comédie musicale conçue pour Sylvie Vartan avec Joe Cocker, Françoise Hardy, Jacques Dutronc, Jean Yanne, Jacques Martin…)
- Show Smet (7 mai 1969, avec Johnny Hallyday)
- La grande Bousculade (2 juillet 1969)
- Brialy's follies (21 novembre 1969, avec Jean-Claude Brialy, Sylvie Vartan, Barbara ; leur première émission en couleur)
- Les Grands Amis (3 émissions : 18 décembre 1969, 21 janvier et 14 juillet 1970, diffusée sur l'ORTF 2e chaîne)
- Sacha Sylvie show (29 décembre 1969, comédie musicale conçue pour Sacha Distel et Sylvie Vartan)
- Deux sur la 2 (16 émissions, du 12 octobre 1970 au 08 février 1971, avec Roger Pierre et Jean-Marc Thibault, diffusée sur l'ORTF 2e chaîne couleur)
- Tréteaux dans la nuit (9 émissions mensuelles, du 19 février au 2 décembre 1971)
- Poiret et Serrault sur la Deux (22 mars 1971, avec Jean Poiret, Michel Serrault, Dean Martin, Petula Clark)
- Les petites amies de nos grands amis sont nos amies, 23 juin 1971
- Show Petula Clark (28 juin 1971, avec Petula Clark, Sacha Distel, Sylvie Vartan, Françoise Hardy, Jean-Claude Brialy, Colette Brosset, Serge Gainsbourg, Jacques Dutronc, Robert Dhéry et Frank Owens, diffusée sur l'ORTF 2e chaîne)
- Gilbert (9 octobre 1971)
- Bécaud (16 octobre 1971)
- à la 6.4.2. (21 octobre 1971, version couleur des Grands amis, numéro unique)
- Chante avec Gilbert Bécaud à l'Olympia (23 septembre 1972)
- A la manière 2 (14 émissions avec Roger Pierre et Jean-Marc Thibault, diffusée sur l'ORTF 2e chaîne du 30 septembre 1971 au 29 janvier 1972)
- Maillan à la une (18 décembre 1971)
- Top à... (1972-1974, émissions hebdomadaires diffusées sur la 2e chaîne couleur de mars 1972 jusqu'à l'éclatement de l'ORTF fin 1974)
- Au clair de la une (6 émissions, diffusées du 12 aout au 9 décembre 1972)
- À la manière de 1937 (23 décembre 1972)
- Devine qui est derrière la porte ? (10 émissions animées Roger Pierre et Jean-Marc Thibault, du 17 février au 21 avril 1973)
- Les Maudits Rois fainéants (1973, sketchs coécrits avec Maritie Carpentier, avec Roger Pierre et Jean-Marc Thibault)
- Les Z'Heureux Rois Z'Henri (12 émissions, de fin 1974 au 15 mars 1975, avec Roger Pierre et Jean-Marc Thibault)
- Sylvie (comédie musicale conçue pour Sylvie Vartan, prévue pour les fêtes de fin d'année 74, mais reportée pour cause de grèves au 29 mars 1975 ; plusieurs séquences, dont la chanson finale Bonne année nouvelle durent être réécrites car elles ne cadraient plus avec la date de diffusion) avec Johnny Hallyday, Daniel Gélin, Carlos, Roger Pierre, Jean-Jacques Debout, Michel Sardou…)

- Numéro 1 (1975-1982, plus de 220 émissions hebdomadaires diffusées sur TF1)
- Poiret est à vous, 24 décembre 1975 avec Jean Poiret, Caroline Cellier, Jacqueline Maillan, Claude Piéplu, Sylvie Vartan, Julien Clerc...
- Michel Polnareff à Bruxelles, 2 janvier 1976
- S'il vous plaît Pierre Péchin, 30 décembre 1976
- Dancing star (10 septembre 1977, comédie musicale conçue pour Sylvie Vartan avec Jean-Claude Brialy, Marie-Paule Belle, Carlos, Gerard Lenorman, George Chakiris, Michel Sardou…)
- Drôles de numéros un (28 juin 1978, TF1, animé par Coluche, avec Eddy Mitchell, Alain Souchon, Jacques Villeret, Jane Birkin, Michel Jonasz, Catherine Allégret, Julien Clerc)
- Au bonheur des enfants (conte musical avec Chantal Goya, 23 décembre 1978, TF1)
- 2 cinglés du spectacle (30 décembre 1978, animé par Michel Sardou et Jean-Claude Brialy)
- Noël avec Charles Aznavour (22 décembre 1979, TF1)
- Number One (1980, États-Unis, avec Catherine Deneuve, Sylvie Vartan, Mireille Mathieu, Dalida, Julien Clerc et Charles Aznavour)
- Formule Un (une trentaine d'émissions diffusées de 1982 à 1985 sur TF1 ; concept identique aux Numéro un (émission de télévision))
- Pour vous (18 émissions diffusées sur TF1 du 26 septembre 1982 au 6 février 1983)
- Les nouveaux grands enfants (4 émissions, diffusées du 17 octobre au 12 décembre 1982, TF1)
- Racontez-moi une histoire (7 émissions diffusées du 13 février au 27 mars 1983, TF1)
- Quelle autorité ! (émission humoristique diffusée sur TF1 le 1er avril 1983, avec Jacqueline Maillan, Jean-Marc Thibault, Michel Roux et Gérard Hernandez)
- La poupée de sucre (1983, coécrit avec Jean-Jacques Debout, et avec Chantal Goya)
- Paris à nous deux (comédie musicale avec Mireille Mathieu, 16 décembre 1983, TF1)
- La semaine enchantée de Chantal Goya (1984, coécrit avec Jean-Jacques Debout, et avec Chantal Goya)
- Hôtel 30 étoiles (8 mars 1985, TF1)
- Maillan roule pour vous (19 avril 1985, avec Jacqueline Maillan, TF1)
- Chapeau (8 émissions diffusées du 12 juillet au 30 aout 1985 sur TF1, présentée par Alice Dona et Yves Lecoq)
- Johnny Métro blues (spécial Johnny Hallyday, tourné dans le métro, 6 décembre 1985, TF1)
- Trente étoiles 10 chorus, Les grands enfants de TF1, Premiers à la une (réveillon 31 décembre 1985, TF1)
- Jeanne Mas à l'école de l'air (1986)
- Prénom Linda (spécial Linda de Suza, 1986, Antenne 2)
- Les dessous chics de Paris (1986, consacrée à Jane Birkin)
- Embarquement immédiat (14 émissions tournées en extérieur, diffusées sur FR3 du 8 octobre 1986 au 11 septembre 1988))
- Poiret c'est fou, Birkin (réveillon du 31 décembre 1987 sur Antenne 2)
- Star face (parodie de débat électoral avec Jacqueline Maillan et Jean-Claude Brialy, 26 juillet 1986 sur Antenne 2)
- Lecoq de noël (22 décembre 1988, Antenne 2)
- 100 bougies pour la Tour Eiffel (30 mars 1989, FR3)
- Romy Schneider (27 mai 1989, TF1)
- Airs de Liberté (14 juillet 1989, Antenne 2)
- Maillan-les-Bains (émission diffusée sur TF1 en 1989, avec Jacqueline Maillan)
- Joe Dassin - un américain à Paris (émission hommage présentée par Jeane Manson, Antenne 2, 11 octobre 1989)
- Les bons moments : Charles Aznavour (24 décembre 1989, avec Jean-Claude Brialy, Pierre Mondy, Serge Lama, Sylvie Vartan, Sacha Distel et diffusé sur FR3)
- Elsa sous la neige (27 décembre 1989, consacrée à Elsa, FR3)
- Dalida mon amour (9 avril 1990, consacré à Dalida, Antenne 2)
- Le lundi au soleil (23 avril 1990, Antenne 2, hommage à Claude François)
- Le Grand Bazar (9 juillet 1990, Antenne 2)
- Patricia Kaas, La voix de l'année (27 décembre 1990, FR3)
- J'aimerais bien qu'on ne m'oublie pas (hommage à Bernard Blier, Antenne 2)
- La Maritza, Sylvie Vartan en Bulgarie (24 décembre 1990, concert-reportage consacré à Sylvie Vartan lors de son premier retour en Bulgarie, à la suite de la chute du mur de Berlin, Antenne 2)
- Balthazar (7 émissions mensuelles, du 19 novembre 1990 au 18 avril 1991, Antenne 2)
- Les grands amis (26 septembre 1991, La Cinq)
- Studio 5 (3 octobre 1991, La Cinq)
- Mes amis, mes amours (1997, avec Charles Aznavour, diffusée sur France 2)

## Publications
- La Maillan racontée par ses amis, Éditions no 1, 1993
- Merci les artistes !, éditions Anne Carrière, 2001.

## Hommages

### Livre
- Maritie & Gilbert Carpentier : L'âge d'or des variétés de Jérôme Anthony et Philippe Thuillier ; préface de Michel Drucker, postface d'Arnaud Carpentier, Éditions Chêne, novembre 2016.

### Télévision
- Top à Maritie et Gilbert Carpentier, divertissement présenté par Christophe Dechavanne sur TF1 (mars 1996)
- Nos meilleurs moments, divertissement présenté par Carole Rousseau sur TF1 (août 2000)
- Nuit du patrimoine spéciale Maritie et Gilbert Carpentier,  diffusée sur Paris Première (septembre 2009)
- Chabada spécial, émission musicale animée par Daniela Lumbroso sur France 3 (avril 2010)
- Quand la musique est bonne spécial Carpentier, magazine présenté par Jean-Michel Zecca sur TMC (mai 2010)
- Nous nous sommes tant aimés : Maritie et Gilbert Carpentier, documentaire diffusé sur France 3 (mai 2011)
- L'âge d'or des variétés : Les Carpentier, documentaire réalisé par Grégory Draï et Philippe Thuillier, et diffusé sur France 3 (décembre 2016)
- Les n°1 des Carpentier, documentaire réalisé par Philippe Thuillier et diffusé sur France 3 (janvier 2019)
- 50 ans de "Numéro Un" - Les Carpentier, divertissement sur France 3 (avril 2025).

### Musique
- Maritie et Gilbert Carpentier, titre d'une chanson de l'album Reprise des négociations, sorti en 2005 du chanteur français Bénabar, en hommage aux époux et à leurs célèbres et populaires émissions de variétés.

### Émissions télévisées
- Top à Maritie et Gilbert Carpentier, diffusée sur TF1 le 9 mars 1996 et présentée par Christophe Dechavanne
- Nos meilleurs moments, diffusée sur TF1 en août 2000 et présentée par Carole Rousseau
- Nuit du patrimoine spéciale Maritie et Gilbert Carpentier, diffusée sur Paris Première le 19 septembre 2009
- Chabada spécial diffusé le 5 avril 2010 sur France 3
- Quand la musique est bonne spécial Carpentier, diffusée sur TMC le 11 mai 2010
- Nous nous sommes tant aimés : Maritie et Gilbert Carpentier, diffusée sur France 3 les 16 et 17 mai 2011
- L'Âge d'or des variétés - Les Carpentier, documentaire télévisé de 2 x 120 min de Grégory Draï et Philippe Tuillier, diffusé sur France 3 le 19 décembre 2016 à 20 h 55 (premier épisode rediffusé le 28 décembre 2016 à 23 h 25 sur France 3)
- Les n°1 des Carpentier, documentaire télévisé de 190 minutes de Philippe Tuillier, diffusé sur France 3 le 2 janvier 2019 à 21 h 00.